# Pegu
|  | Per a altres significats, vegeu «Pegu (desambiguació)». |

Pegu o Bago és una ciutat i la capital de la divisió de Bago, a Myanmar. Està situada a la vora del riu Pegu, al nord, a 80 km de Yangon i té una població de 220.000 habitants. La població el 1872 era de 4.416 habitants, el 1881 de 5.891, el 1891 de 10.762 i el 1901 de 14.132.
Segons la tradició, fou fundada el 573 per dues princeses (o dos prínceps) de Thaton, amb el nom d'Hanthawady (llengua pāli: Hamsavati) a la riba d'un llac. Hanthawadi, Hanthanwady o Hanthawaddy fou després en general el nom de la regió a l'entorn de Pegu. La tradició diu que fou el lloc on els ànecs o oques mítics, anomenats hintha, van sortir de l'aigua; els hintha van esdevenir el símbol dels talaings o mons.
La seva primera menció històrica, la va fer l'àrab Ibn Khurradàdhbih vers 850, quan ja la capital dels mon era a Thanton. Va passar als birmans (bamar) del rei Anarawta de Pagan o Bagan el 1056, però a la caiguda del Regne de Bagan davant els mongols el 1287, els mon van adquirir la independència. Del 1369-1539, Hanthawady fou la capital del Regne mon de Ramanadesa, que abraçava tota la baixa Birmània.
El 1538, va passar altre cop als birmans quan amb el suport de mercenaris i canons portuguesos i tropa musulmana fou annexionada pel rei Tabinshwehti del Regne de Taungoo, que van convertir Bago en capital reial (1539-1599) i base per les seves invasions de Siam. Fou destruïda el 1564, sent reconstruïda per Bayinnaung de Taungoo, i altra vegada el 1599. Fou residència reial del 1613 al 1634, quan la capital es va traslladar a Ava.
Els mon es van rebel·lar en 1740 i van establir el Regne de Hanthawaddy i en 1747, Binnya Dala va ser proclamat rei de Pegu i encoratjat pels francesos de l'Índia es va rebel·lar i en 1751 el príncep hereu de Pegu va conquerir Ava el 22 de març de 1752 i Mahadhammaraza Dipadi va ser portat captiu a Pegu i visqué dos anys més abans de ser executat el 1754 a causa d'una sospita de rebel·lió. El 1752 Alaungpaya desafià el restaurat Regne de Hanthawaddy que acabava d'enderrocar el Regne de Taungoo, la ciutat fou saquejada i destruïda per Alaungpaya el 1757, que va fer tot els possibles per eliminar l'ètnia mon, i el 1759, les forces d’Alaungpaya havien reunit tota Birmània (i Manipur) i expulsaven els francesos i els britànics que havien proporcionat armes a Hanthawaddy. La ciutat fou reconstruïda pel seu fill i successor, el rei Bodawpaya (1782-1819), que hi va retornar i la va fixar com a capital, però llavors el riu va canviar el curs i va tallar la ciutat de la mar, i ja no va recuperar la seva importància.
Després de la Segona Guerra anglobirmana va passar als britànics el 1852, que la van fer capital de la Baixa Birmània Britànica fins al 1862, quan la capital fou traslladada a Rangoon, avui Yangon. El 1883, es va crear el comitè municipal.

## Monuments
El monument més destacat és l'estàtua de Buda, de més de 16 metres, construïda suposadament el 944 (a l'àrea de Shwethalyaung), i les pagodes de Shwemawdaw, Kyaikpien, Mahazedi i Shwegugale. Prop hi ha les ruïnes d'Hanthawaddy, la capital dels mon i del Regne de Talaing.